# 人命救助システム

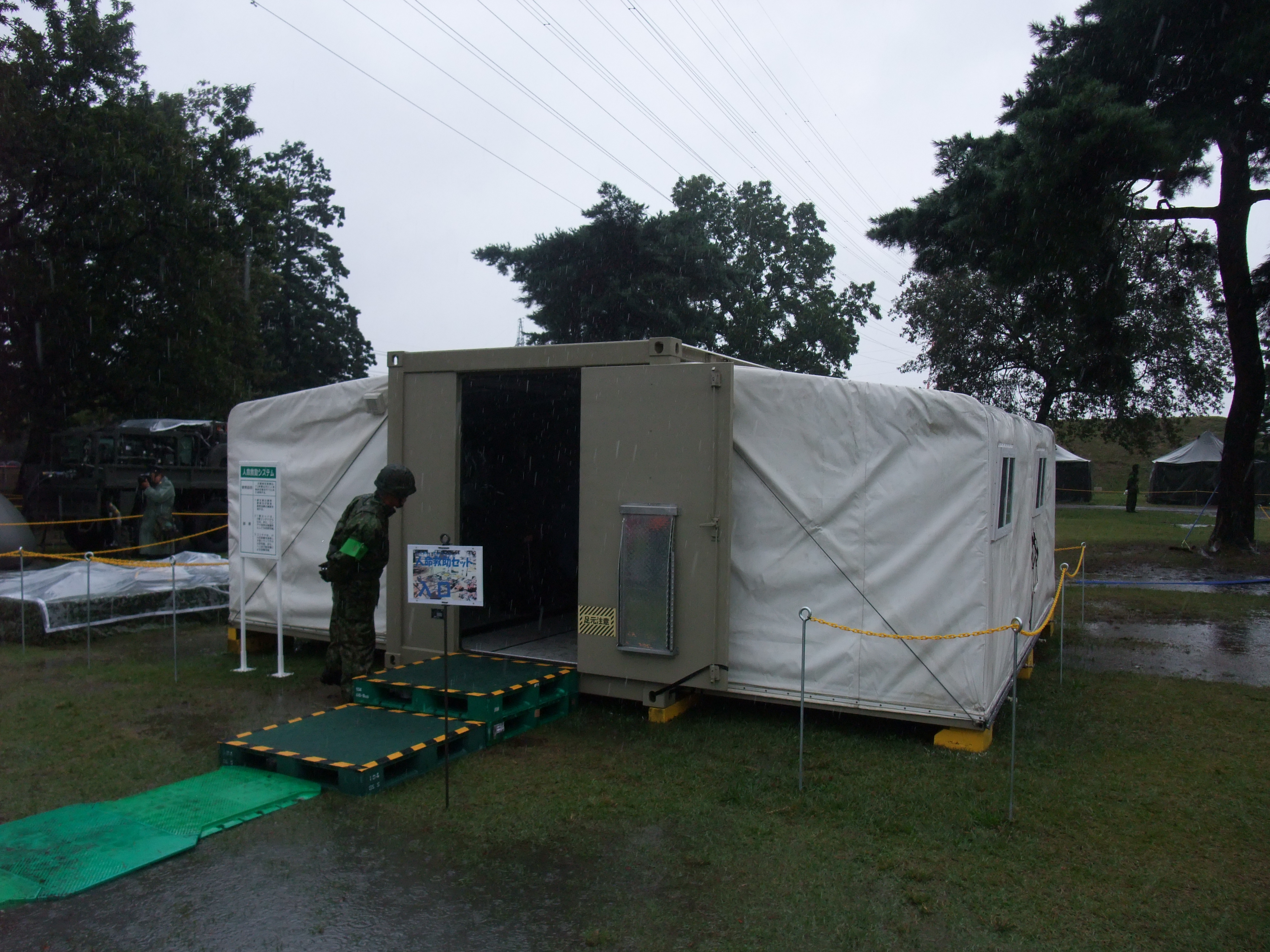
本システムのコンテナ式可搬シェルタ。救護所等に用いられる

人命救助システム（じんめいきゅうじょシステム）は、自衛隊で採用されている装備で、災害初動対処部隊「ファスト・フォース」の隊員や、災害派遣で出動した自衛官が救助活動を行う際に使用される機材である。
1995年（平成7年）に発生した阪神・淡路大震災のおり、自衛隊がそれまで有していた装備では対処が難しかった事を教訓に開発された。捜索・救助活動、負傷者の搬送まで完結した機能を有し、各器材は輸送コンテナに収められヘリや車両で輸送される。これによって被災地での速やかな展開を可能としている。
Ⅰ型およびⅡ型がある。

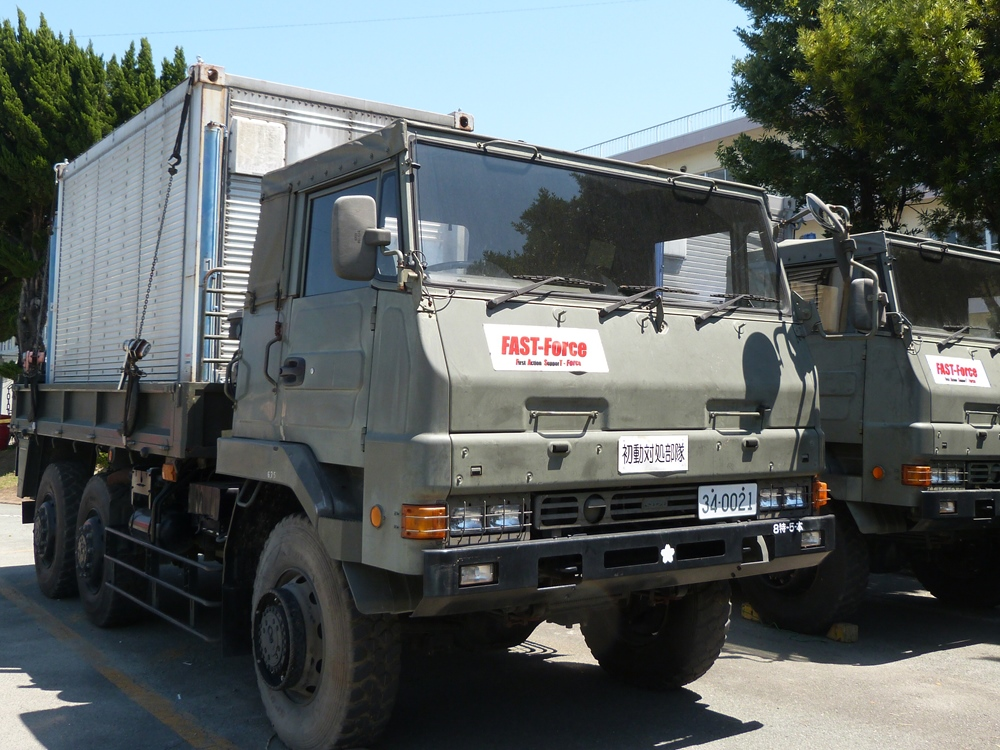
人命救助システムを搭載した、災害初動対処部隊「ファスト・フォース」の車両

2021年（令和3年）4月8日、人命救助システムを政府がフィリピン軍に政府開発援助（ODA）で供与を始めた。

## 器材
- 手巻きウインチ
- 油圧式ジャッキ
- エアジャッキ
- チェーンソー
- エンジンカッター
- 油圧式カッター
- ジャッキ・スプレッダ・カッター
- エンジン式削岩機
- 救助用誘導灯
- 作業用照明具
- 可燃性ガス探知機
- 捜索用音響探知機
- 破壊構造物探知機
- 背負い式消火ポンプ
- ピストン式破壊工具
- サイレン付き警報器、救助用ロープ、捜索用投影機
- 個人用機材
- 携帯式便所

その他